# Te decet laus
Il Te decet laus è un brevissimo inno in prosa della tradizione liturgica cristiana.
San Benedetto l'ha introdotto nella conclusione del mattutino monastico della domenica e delle feste, importandolo dalla liturgia orientale: infatti il testo è la traduzione latina dell'inno che conclude la salmodia notturna, a sua volta ispirato ad un canto della liturgia sinagogale del sabato .
Dal punto di vista musicale, il repertorio gregoriano ci ha tramandato due melodie. La prima, autentica, viene cantata nel tempo pasquale. La seconda più tardiva risale al XVII secolo, è un adattamento dei maurini.

## Il testo
Te decet laus,

te decet hymnus,

tibi gloria Deo Patri et Filio,

cum Sancto Spiritu, in sæcula sæculorum.

Amen.
Traduzione:

A Te si deve la lode,

a Te l'inno,

a Te la gloria o Dio Padre e Figlio,

insieme allo Spirito Santo, nei secoli dei secoli.

Amen.